# Saint-Roch-de-Richelieu
Saint-Roch-de-Richelieu är en kommun och tätort (centre de population) i provinsen Québec i Kanada. Den ligger i regionen Montérégie, i den sydöstra delen av landet, 200 km öster om huvudstaden Ottawa.